# 奥古斯丁·蒂埃里城市学院
奥古斯丁·蒂埃里城市学院（Cité scolaire Augustin-Thierry）是一个地方公共教育机构，位于法国卢瓦尔-谢尔省布卢瓦，属于奥尔良-图尔学区。它包括了学院（collège）、中学（lycée）和职业学校。2012年有1600名学生和300名教职工。
它是亨利三世于1587年创建的皇家学院的继承者。1622-1764年由耶稣会管理。1793年法国大革命期间关闭，1804年重建。目前Châteaudun大街13号的校园占地14公顷。

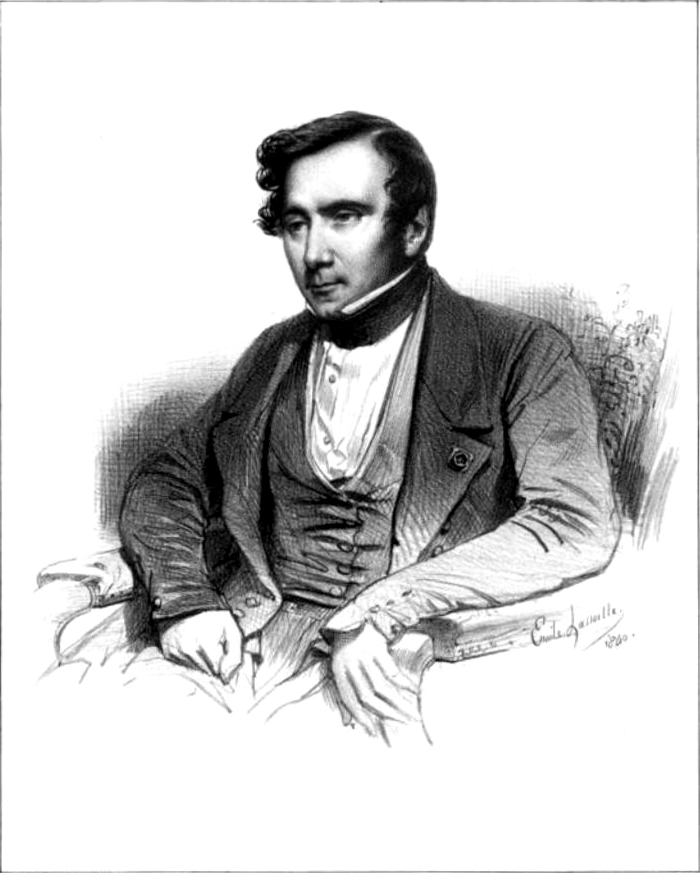
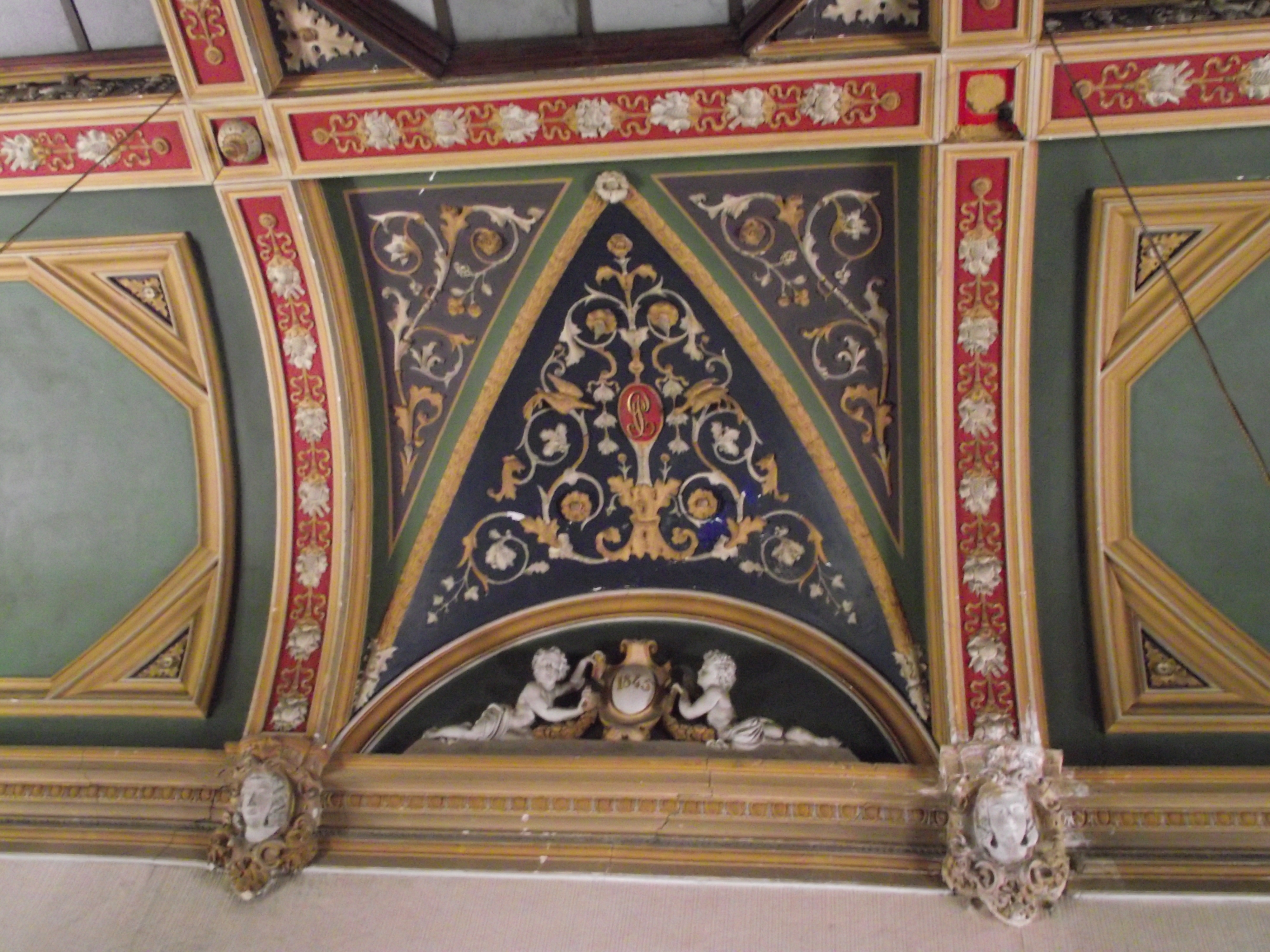
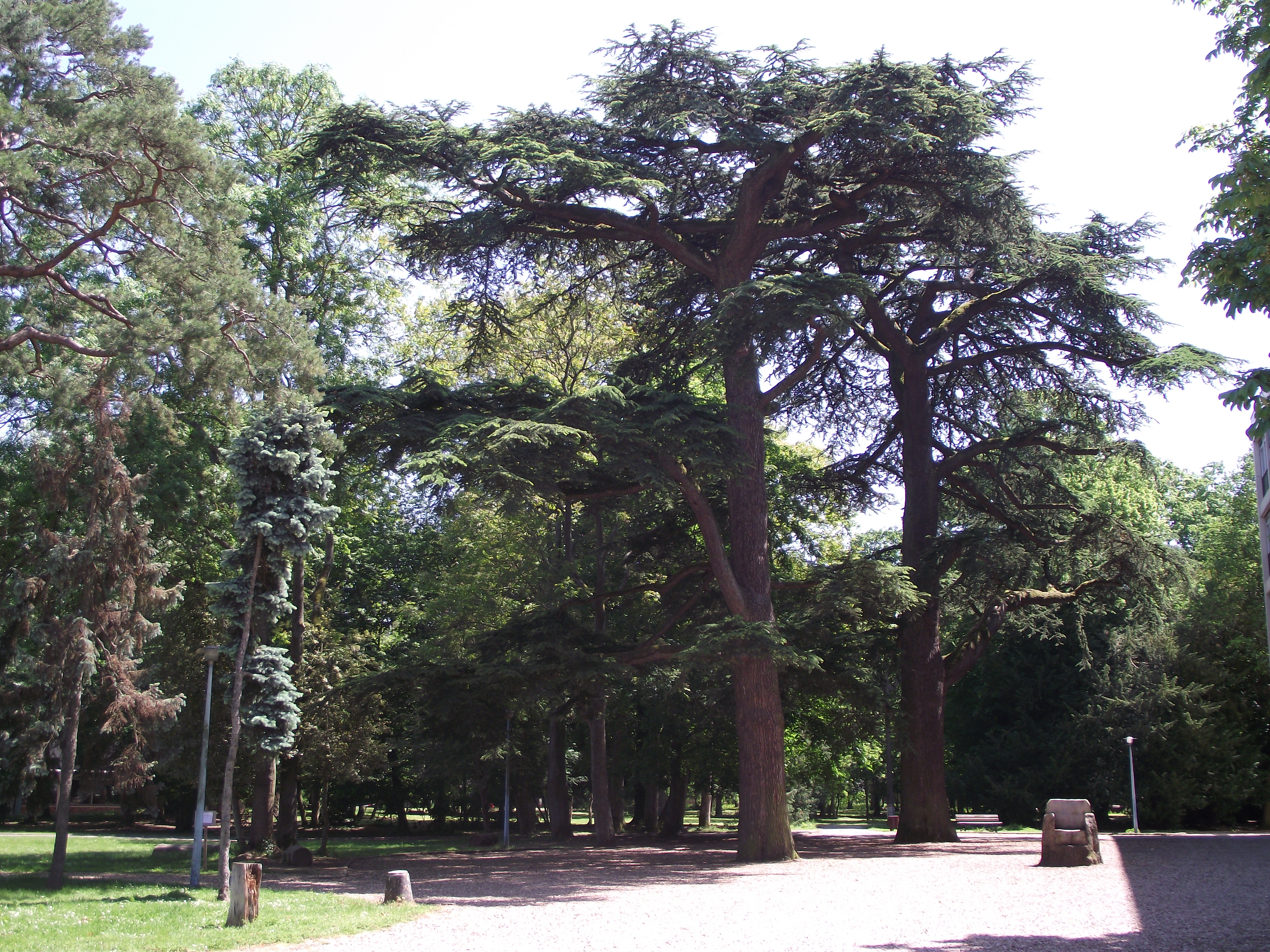
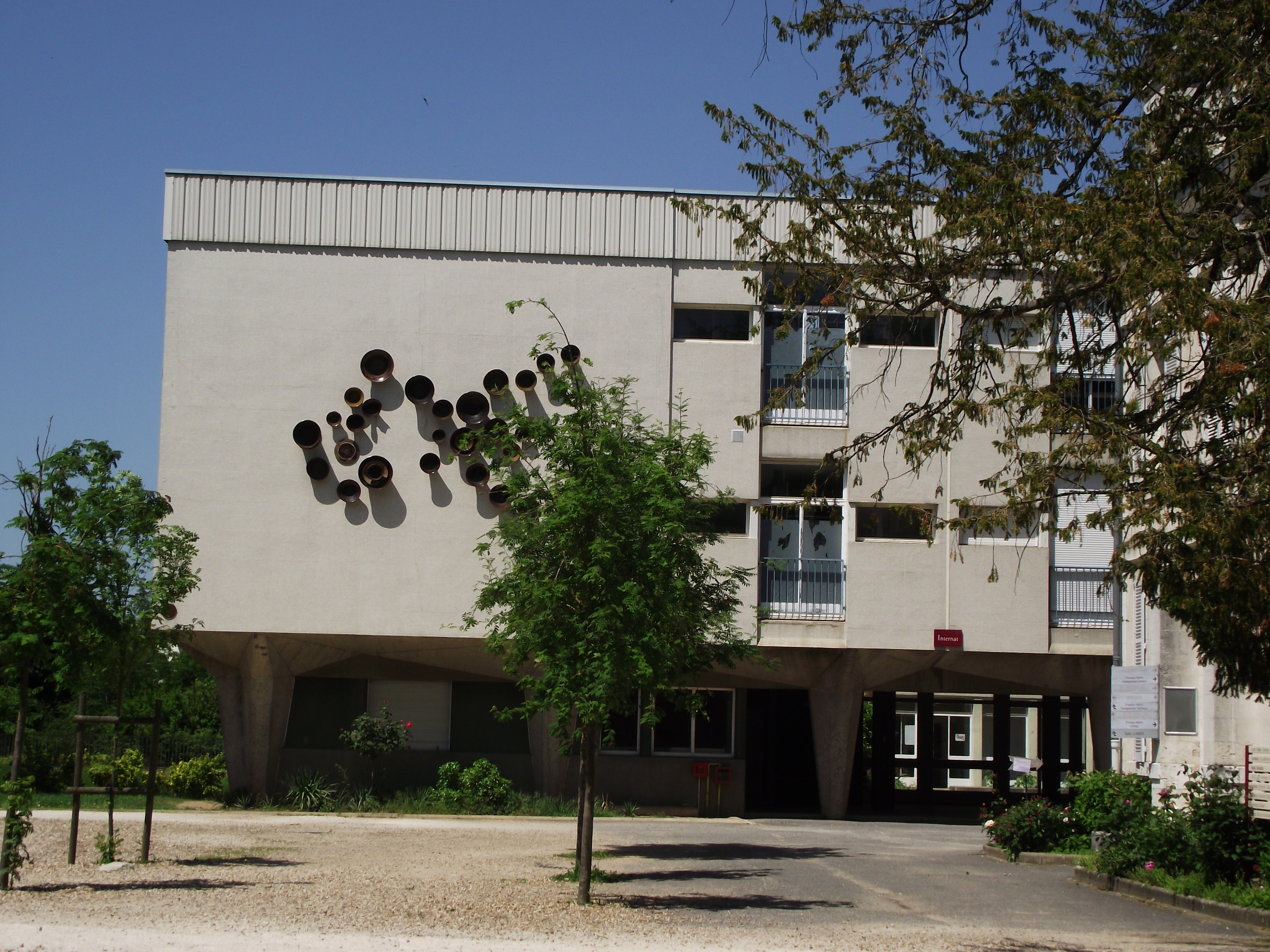
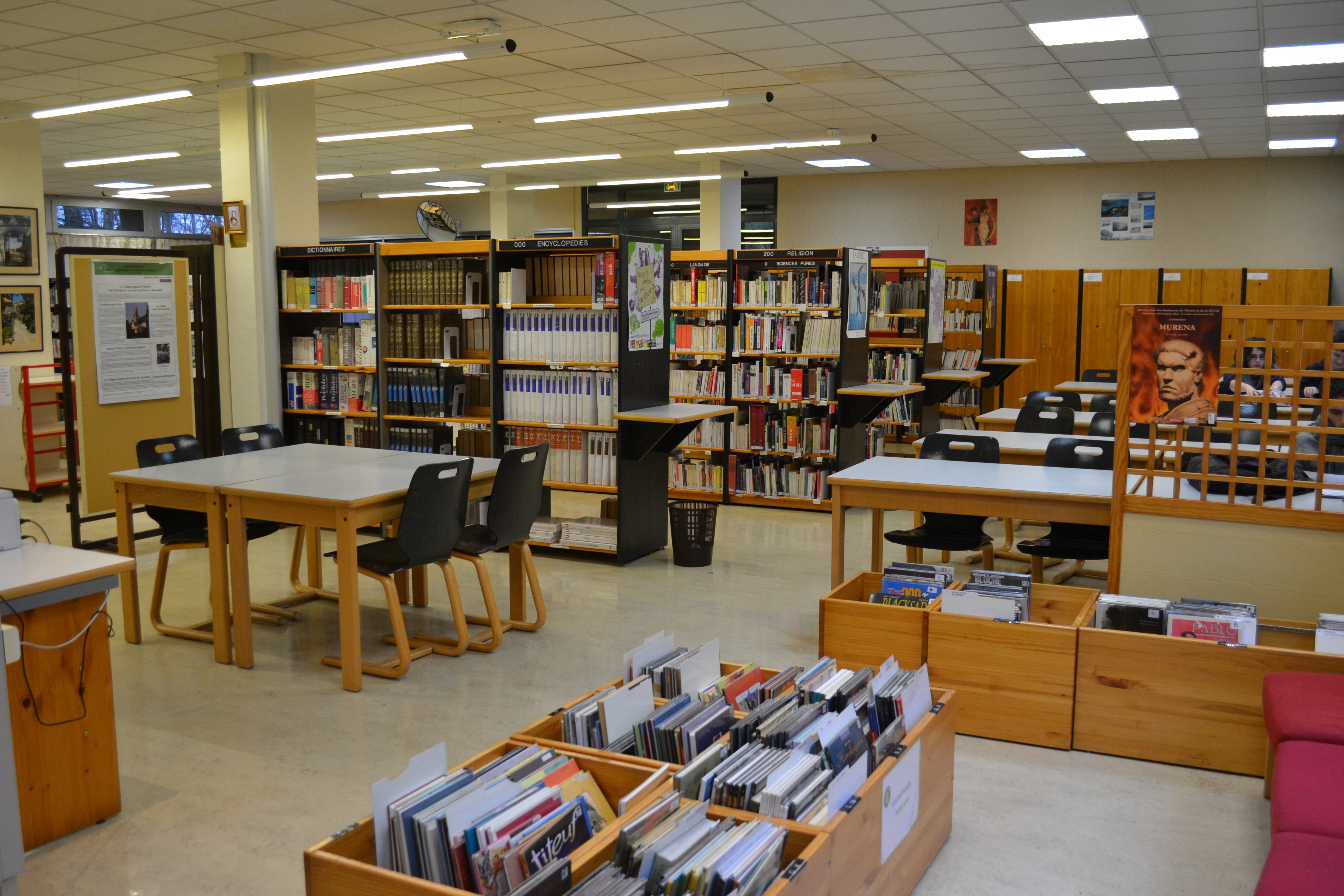